# Kościół Bożego Miłosierdzia w Krakowie (os. Oficerskie)
Kościół Miłosierdzia Bożego w Krakowie – zbudowany w stylu postmodernistycznym kościół rzymskokatolicki mieszczący się przy ul. bp. W. Bandurskiego 12 w Krakowie w Dzielnicy II Grzegórzki na Osiedlu Oficerskim. Należy do parafii Miłosierdzia Bożego. Posługę sprawują księża diecezjalni.

## Historia
Przygotowania do budowy świątyni rozpoczęto w 1982 roku, po uzyskaniu zgody ze strony władz. Jednak pozwolenie zostało cofnięte co opóźniło budowę. Dopiero darowizna placu na rzecz Kościoła przez jego właściciela, prezydenta RP na uchodźstwie, Edwarda Raczyńskiego pozwoliła na rozpoczęcie budowy w 1990 roku. Świątynia została wybudowana w latach 1990–1994. Konsekracji dokonał kard. Franciszek Macharski 15 maja 2000 roku. W 1996 roku po obu stronach ściany ołtarzowej umieszczono drogę krzyżową autorstwa Stanisława Dygi. Obraz Miłosierdzia Bożego namalowała Agata Skowrońska na desce dębowej i jest to kopia obrazu Adolfa Hyły.

## Opis
Autorami projektu kościoła byli Stanisław Niemczyk i Marek Kuszewski.
Podstawowym materiałem jest cegła w różnych kształtach, wielkości i kolorze. Stropodach wykonano z drewna, a dach z ocynkowanej blachy. W mury kościoła i teren kościelny wbudowano kamienie pochodzące z ulicy Kanoniczej. Ołtarz wykonano z drewna, a pod mensą umieszczono skałę dolomitową. Tabernakulum z pozłacanym przodem umieszczono na cokole z cegły w kształcie piramidy.